# Ruacana (Wahlkreis)
Ruacana ist ein Wahlkreis in der Region Omusati im hohen Norden Namibias. Verwaltungssitz ist die gleichnamige Stadt Ruacana. Der Wahlkreis verfügt über mehrere Kliniken und Schulen.
Im Wahlkreis leben (Stand 2023) 26.261 Menschen auf einer Fläche von 5377 Quadratkilometern.

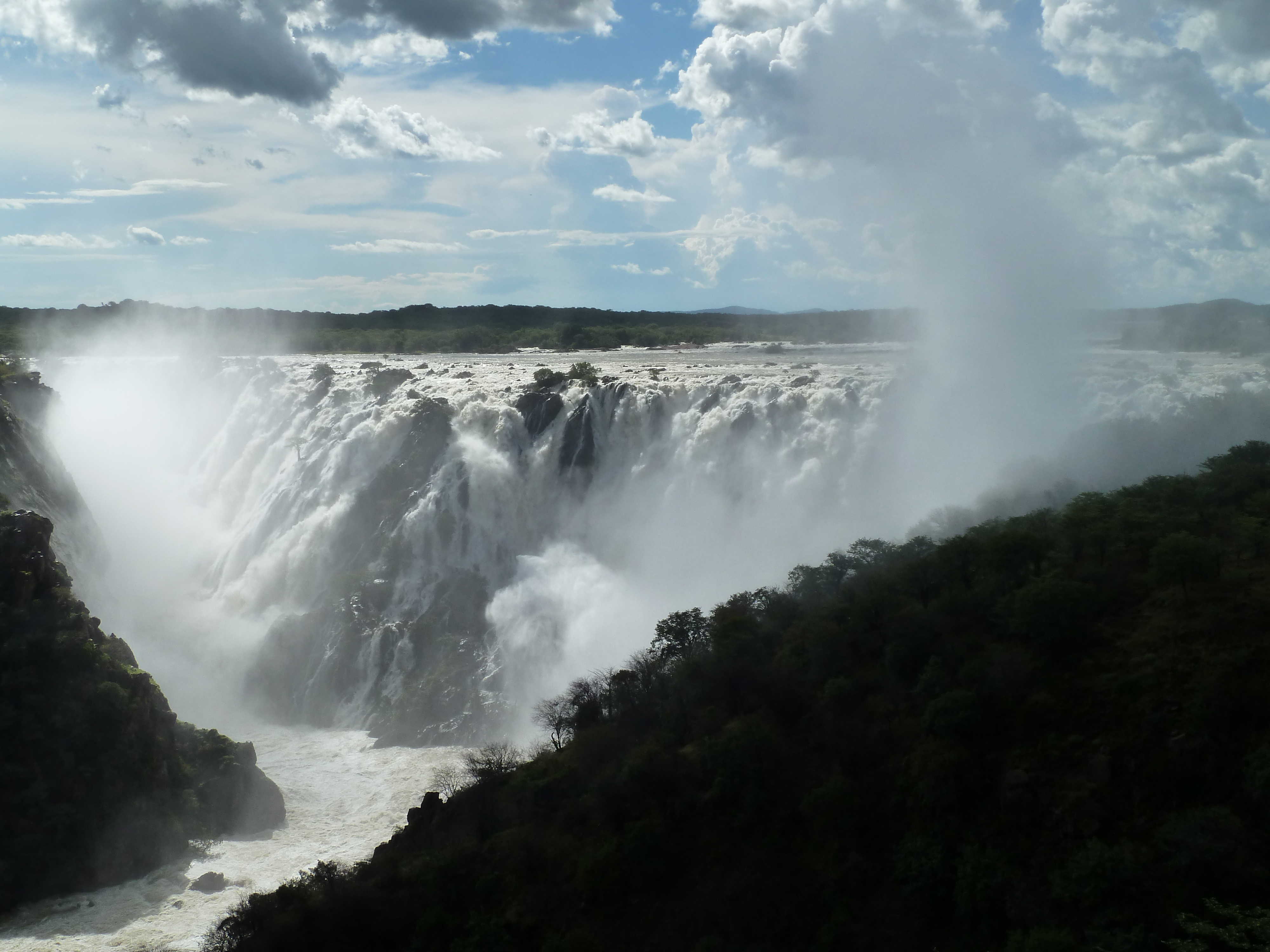
Ruacanafälle im Wahlkreis

## Wahlen
| Wahl | Name              | Partei | Stimmenanteil |
| ---- | ----------------- | ------ | ------------- |
| 1992 |                   |        |               |
| 1998 | Lazarus Kornelius | SWAPO  | o. W. 1       |
| 2004 | Lazarus Kornelius | SWAPO  | 77,9 %        |
| 2010 | Abast Ipinge      | SWAPO  | 93,6 %        |
| 2015 | Andreas Shintama  | SWAPO  | 90,7 %        |
| 2020 | Andreas Shintama  | SWAPO  | 71,9 %        |